# Chatki (harcerstwo)
Chatki – jedna z metod pracy harcerskiej, polegająca na samodzielnym spędzeniu nocy w lesie 3-7 osobowego zastępu harcerzy. Najczęściej nocuje się w szałasach.
Metoda ta stosowana jest od początku harcerstwa. Wyrabia samodzielność, kreatywność a także poczucie odpowiedzialności.

## Przebieg
Chatki rozpoczyna się najczęściej rano, żeby harcerze mieli czas na zbudowanie sobie schronienia. Zastęp harcerzy na starcie jest wyposażony w nóż, śpiwory, karimaty i ubrania. Zostaje określone precyzyjnie miejsce, gdzie mają się rozbić. Od tej pory dowództwo przejmuje zastępowy.
Zastępowy kieruje zastęp w umówione miejsce i rozpoczyna poszukiwanie odpowiedniego drzewa, o które można oprzeć budowę szałasu. Następnie wszyscy przystępują do budowy. Najczęściej przed wieczorem udaje się zbudować miejsce do spania, które będzie jednocześnie estetyczne, ekologiczne i funkcjonalne.
Sprawność „Chatki” trwa pełne trzy doby.
Często harcerze dostają do wykonania dodatkowe zadania, szczególnie jeżeli są doświadczeni i budowa szałasu nie będzie dla nich wyzwaniem. Przykładem takich zadań może być np. prowadzenie obserwacji danego gatunku zwierząt, znalezienie ciekawej rośliny, wytropienie zwierzęcia. W ramach zadań zastęp musi podejść swój obóz aby zdobyć prowiant na posiłki. W przypadku wędrowników często jedzenie muszą zdobyć samodzielnie, podczas polowania które jest jednym z zadań. Można też wyżywić się jadalnymi roślinami, które są w szczególności sadzone w okolicach miejsc dla myśliwych.
W nocy zastęp wystawia wartownika. Pilnuje on, aby nikt nie podszedł chatek. Bardzo często drużynowy w celu sprawdzenia jak sobie radzą harcerze próbuje ich podejść. Jeżeli nie wystawią warty konsekwencje są zazwyczaj bardzo poważne. Warta ma na celu zabezpieczenie przed złodziejami, dzikimi zwierzętami oraz czuwanie nad ogólnym bezpieczeństwem. Obowiązkiem kadry jest kontrola bezpieczeństwa harcerzy zarówno w dzień jak i w nocy
Harcerze wracają zazwyczaj przed apelem porannym. Później często cała drużyna odwiedza miejsca "chatkowania" zastępów, oglądając pozostałe szałasy i oceniając je.
W niektórych środowiskach harcerskich chatki trwają tylko jedną dobę